# Ujezd
Ujezd (rusky уе́зд, [uˈjɛst]) je někdejší administrativní dělení Rusi, Moskevského knížectví, Ruského impéria a zpočátku také RSFSR a jeho původ sahá do 13. století. Ujezdy byly po většinu dějin Ruska druhým stupněm administrativního dělení. Poté, co Rusko anektovalo Ukrajinu, Záporoží a Krymský chanát, tato území byla následně reformována a rozdělena na ujezdy, nicméně ty byly místním obyvatelstvem nadále nazývány povity.
Jedná se o původní označení pro skupiny vícero volostí, které se tvořily v okolí nejvýznamnějších měst. Ujezdy byly spravovány zástupci (naměstniky) kňaze a od 17. století, vojvody.
Roku 1708 byly carem Petrem Velikým ustanoveny administrativní reformy, které rozčlenily Rusko do gubernií. Nižší členění na ujezdy bylo zrušeno, ale roku 1727 bylo obnoveno jako výsledek kateřinské administrativní reformy.
Za doby administrativních reforem v SSSR (1923–1929) byla většina ujezdů přeměněna na rajóny (okresy). Na Ukrajině byly ujezdy reformovány do 40 okrugů, které byly v letech 1923 až 1932 nejvyšším stupněm administrativního rozdělení.

## Besarábie
Ujezdy v Besarabské gubernii se nazývaly rumunsky ținut nebo judeţ („župa“).